# Józef Błaszczeć
Józef Błaszczeć (ur. 19 czerwca 1947 w Kobylnikach) – polski polityk, inżynier, samorządowiec, poseł na Sejm I kadencji.

## Życiorys
W 1971 ukończył studia na Wydziale Budowy Maszyn Politechniki Wrocławskiej. Pracował jako inżynier mechanik. W latach 1991–1993 był posłem na Sejm I kadencji z listy Wyborczej Akcji Katolickiej. Należał do Zjednoczenia Chrześcijańsko-Narodowego. W wyborach parlamentarnych w 1993 bez powodzenia ubiegał się o reelekcję z listy Katolickiego Komitetu Wyborczego „Ojczyzna” (otrzymał 5359 głosów). Od 1994 do 1995 pełnił funkcję wiceprezydenta, następnie do 1998 członka zarządu miasta Częstochowy. Zasiadał także w radzie miasta, w 2006 bez powodzenia ubiegał się o mandat radnego z listy lokalnego ugrupowania Tadeusza Wrony. W wyborach parlamentarnych w 2005 również bezskutecznie ubiegał się o mandat senatora z ramienia Ligi Polskich Rodzin (startował także w powtórzonych w tym okręgu wyborach w 2006).
Podjął pracę jako dyrektor oddziału Poczty Polskiej w Częstochowie. Został też prezesem zarządu Unii Laikatu Katolickiego.